# Danish Design Centre
El Danish Design Centre (en español: Centro de Diseño Danés) (DDC) es el centro nacional de diseño de Dinamarca. Inaugurado en 1978, es una organización semipública dependiente del Ministerio de Negocios, Industria y Asuntos Financieros de Dinamarca. El papel del DDC es promover el uso del diseño en el comercio y la industria, ayudar a profesionalizar la industria del diseño, y documentar, promover y marcar el diseño danés en Dinamarca y en el extranjero.
El DDC opera en la intersección del comercio y la industria, la profesión del diseño, las instituciones educativas y de investigación y las instituciones públicas, a nivel nacional e internacional.
El Danish Design Centre está enraizado en la historia del diseño danés y en los valores del diseño danés, pero está orientado hacia el futuro. La misión oficial es «usar el diseño como un facilitador de la transformación», y el centro está organizado en cinco plataformas: Ciudades de Diseño, Salud Futura, Inicio del Diseño, Recursos de Diseño y Próximo Negocio.
Está situado en BLOX, un centro de diseño, arquitectura e innovación urbana en Copenhague, y el director general es Christian Bason.